# Бегомльский сельсовет
Бегомльский сельсовет (ранее Бегомльский поселковый Совет) — административная единица на территории Докшицкого района Витебской области Белоруссии. Административный центр — городской посёлок Бегомль.

## География
Озёра: Домашковское и др.

## Состав
Бегомльский сельсовет включает 40 населённых пунктов:
- Атрахимовка — деревня.
- Бабцы — деревня.
- Бересневка — деревня.
- Бояры — деревня.
- Бродок — деревня.
- Будачи — деревня.
- Будиловка — деревня.
- Веретеи — деревня.
- Волча — деревня.
- Горелое — деревня.
- Городенка — деревня.
- Далекое — деревня.
- Добрунь — деревня.
- Домашковичи — деревня.
- Дубовик — деревня.
- Залядье — деревня.
- Замосточье — деревня.
- Кальник — деревня.
- Каралино — деревня.
- Клинники — деревня.
- Красники — деревня.
- Красное — деревня.
- Лустичи — деревня.
- Марговица — деревня.
- Милькунь — деревня.
- Небышено — деревня.
- Озерцы — деревня.
- Осовы — деревня.
- Отруб — деревня.
- Песчанка — деревня.
- Прудники — агрогородок.
- Пугачево — деревня.
- Скураты — деревня.
- Сосновая — деревня.
- Студенка — деревня.
- Толщи — деревня.
- Углы — деревня.
- Ускромье — деревня.
- Чупры — деревня.
- Юхновка — деревня.